# Bonatea steudneri
Bonatea steudneri là một loài thực vật có hoa trong họ Lan. Loài này được (Rchb.f.) T.Durand & Schinz mô tả khoa học đầu tiên năm 1894.